# Simona Ghermanová
Simona Ghermanová rozená Simona Cristina Alexandruová (* 12. dubna 1985 Bukurešť, Rumunsko) je rumunská sportovní šermířka, která se specializuje na šerm kordem.
Rumunsko reprezentuje od prvního desetiletí jednadvacátého století. Na olympijských hrách startovala v roce 2012 a 2016 v soutěži jednotlivkyň a družstev. V soutěži jednotlivkyň postoupila na olympijských hrách 2012 do čtvrtfinále. V roce 2012 a 2016 získala titul mistryně Evropy v soutěži jednotlivkyň. S rumunským družstvem kordistek vybojovala na olympijských hrách 2016 zlatou olympijskou medaili. S družstvem kordistek dále vybojovala dva tituly mistryň světa (2010, 2011) a celkem pět titulů mistryň Evropy (2008, 2009, 2011, 2014, 2015).